# مینزوهار
مینزوهار (به بلغاری: Minzuhar) یک منطقهٔ مسکونی در بلغارستان است که در شهرستان چرنوچن واقع شده‌است.
 مینزوهار ۸٫۵۸۱ کیلومتر مربع مساحت و ۴۷۰ نفر جمعیت دارد.